# جو فال
جو فال (انگلیسی: Joe Fall؛ زادهٔ ۱۶ ژانویهٔ ۱۸۷۲) بازیکن فوتبال اهل بریتانیا است.
از باشگاه‌هایی که در آن بازی کرده‌است می‌توان به باشگاه فوتبال منچستر یونایتد و باشگاه فوتبال بیرمنگام سیتی اشاره کرد.